# Jean-Quentin Châtelain
Pour les articles homonymes, voir Chatelain.
Jean-Quentin Châtelain est un acteur suisse né le 18 janvier 1959.

## Biographie
Formé au Cours d'art dramatique de Genève, puis au Théâtre national de Strasbourg, Jean-Quentin Chatelain a joué dans une cinquantaine de spectacles. Notamment ceux mis en scène par Claude Aufaure, Roland Auzet, Bruno Bayen, Bernard Bloch, Véronique Bellegarde, Patricia Bopp, Robert Bouvier, André Engel, Jean-Claude Fall, Michel Froehly, Adel Hakim, Jean-Louis Hourdin, Joël Jouanneau, Jacques Lassalle, Jorge Lavelli, Moshe Leiser, Françoise Lepoix, Denis Maillefer, Jean-Michel Meyer, Valère Novarina, Darius Peyramiras, Valentin Rossier, Emmanuel Schaeffer, Stuart Seide, Bernard Sobel ou Ulysse Di Gregorio.
Claude Régy a fait appel à lui pour Le Criminel, Le Cerceau, La Terrible voix de Satan, Des Couteaux dans les poules, Homme sans but et Ode maritime.
À la télévision, il a notamment travaillé avec Pierre Koralnik, Robert Kramer, Don Kent ou Mathieu Amalric. Il fut également la voix-off de l'émission Silence, ça pousse ! sur France 5.
Au cinéma, il a fait ses débuts en 1983 avec Jacques Nichet dans La guerre des demoiselles. Depuis, il a tourné dans une bonne vingtaine de longs-métrages réalisés par Didier Haudepin, Daniel Vigne, Andrzej Wajda, Claire Denis, Joël Jouanneau, Marco Pico, Pierre Maillard, Robert Kramer, Alain Tanner, Laurence Ferreira Barbosa, Noémie Lvovsky, Xavier Mussel, Bertrand Blier, Mathieu Amalric ou Philippe Collin, entre autres.

## Filmographie
- 1983 : La Guerre des demoiselles
- 1985 : Elsa, Elsa : le régisseur adjoint
- 1985 : Une femme ou deux : Homère
- 1987 : L'Ogre : Jean Calmet
- 1988 : Les Possédés : Virguinski
- 1988 : Chocolat : chef-mécanicien Courbassol
- 1988 : Le prince barbare
- 1989 : Coupe-franche : Yvon
- 1992 : Border Line de Danièle Dubroux
- 1993 : La Cavale des fous : Hitch-hiker
- 1993 : Les Retrouvailles (court métrage) de Frédéric Marchand
- 1994 : J'ai pas sommeil : Un détective
- 1994 : Simon Tanner (téléfilm) : L'infirmier
- 1996 : Fourbi : Paul
- 1997 : J'ai horreur de l'amour : Richard
- 1999 : La vie ne me fait pas peur
- 2000 : Le Communicateur : Le conseiller en communication
- 2000 : Les Acteurs : Un serveur
- 2001 : Médée (téléfilm) : Jason
- 2003 : La Chose publique (téléfilm) de Mathieu Amalric : Philippe
- 2005 : Vénus et Apollon (série télévisée) : Georges
- 2005 : Aux Abois : Savournin
- 2010 : Les Ensortilèges de James Ensor (documentaire) de Nora Philippe : James Ensor
- 2012 : Engrenages (série télévisée, saison 4) : Johnny Jorkal
- 2013 : Deux automnes trois hivers de Sébastien Betbeder
- 2014 : La Dune de Yossi Aviram
- 2018 : Le Collier rouge de Jean Becker : Dujeux
- 2018 : Un beau voyou de Lucas Bernard : Charles
- 2018 : Ondes de choc (1er épisode : Journal de ma tête) d'Ursula Meier :
- 2019 : Merveilles à Montfermeil de Jeanne Balibar
- 2021 : Madeleine Collins d'Antoine Barraud

## Théâtre
- 1978 : Un parfum de fleurs de James Saunders, Genève, Festival du Bois-de-la-Bâtie, mise en scène de Philippe Mentha : Godfrey
- 1980 : Dibbouk de Shalom Anski, Bruxelles, Les Brigittines, mise en scène de Moshe Leiser
- 1980 : Woyzeck de Georg Büchner, Hérisson, Rencontres Théâtrales, mise en scène de Jean-Louis Hourdin
- 1981 : Antoine et Cléopâtre de William Shakespeare, Strasbourg, Le Maillon, mise en scène de Bernard Bloch
- 1982 : Schliemann : épisodes ignorés de Bruno Bayen, Paris, Théâtre de Chaillot, mise en scène de Bruno Bayen : Adolphe Spencer L.
- 1983 : Lulu de Frank Wedekind, mise en scène André Engel, Bataclan
- 1983 : Don Juan et Faust de Christian Dietrich Grabbe, Genève, La Comédie, mise en scène Philippe Macasdar : Don Juan
- 1984 : Still life d'Emily Mann, mise en scène Jean-Claude Fall, Festival d'Avignon : Mark
- 1984 : La Dédicace de Botho Strauss, mise en scène Joël Jouanneau, Théâtre Gérard Philipe
- 1984 : Philoctète d'Heiner Müller, mise en scène Bernard Sobel, Théâtre de Gennevilliers
- 1985 : Still life d'Emily Mann, mise en scène Jean-Claude Fall, Théâtre de la Bastille, Nouveau théâtre de Nice
- 1986 : Mars de Fritz Zorn, Lausanne, La Passerelle, et Paris, Centre culturel suisse, mise en scène de Darius Peyamiras
- 1988 : Fantasio d'Alfred de Musset, mise en scène Darius Peyamiras, Lausanne, Festival de la Cité : Fantasio
- 1988 : Le Criminel de Leslie Kaplan, Paris, Festival d'Automne, Théâtre de la Bastille, mise en scène de Claude Régy : Christian Abrame
- 1989 : Le Bourrichon, comédie rurale de Joël Jouanneau, mise en scène de l'auteur, Festival d'Avignon, Théâtre Ouvert, et Genève, Le Poche
- 1990 : Le Cerceau de Viktor Slavkine, mise en scène Claude Régy, Théâtre Nanterre-Amandiers
- 1991 : Exécuteur 14 d'Adel Hakim, mise en scène de l'auteur, Théâtre Gérard Philipe
- 1991 : Les Comédies barbares de Ramón María del Valle-Inclán, mise en scène Jorge Lavelli, Festival d'Avignon
- 1992 : Les Comédies barbares de Ramón María del Valle-Inclán, mise en scène Jorge Lavelli, Théâtre national de la Colline, Théâtre de Nice, Théâtre des Treize Vents
- 1992 : Mars de Fritz Zorn, mise en scène Darius Peyamiras
- 1993 : Henry VI de William Shakespeare, mise en scène Stuart Seide, Théâtre de Gennevilliers, Théâtre de la Métaphore, La Filature
- 1994 : Quai Ouest de Bernard-Marie Koltes, mise en scène Michel Froehly, Théâtre de la Cité internationale
- 1994 : Henry VI de William Shakespeare, mise en scène Stuart Seide, Festival d’Avignon, Théâtre de Gennevilliers, tournée
- 1994 : La Terrible Voix de Satan de Gregory Motton, mise en scène Claude Régy, Théâtre Gérard Philipe, Le Volcan, Théâtre Vidy-Lausanne
- 1995 : Henry VI de William Shakespeare, mise en scène Stuart Seide, La Ferme du Buisson, Théâtre de Nice
- 1995 : Comment rendre l'autre fou d'Emmanuel Schaeffer, mise en scène de l'auteur, Festival d'Avignon
- 1996 : Félix de Robert Walser, mise en scène Claude Aufaure
- 1996 : L'Idiot d'après Fiodor Dostoïevski, mise en scène Joël Jouanneau, Théâtre national de Strasbourg
- 1997 : La Tragédie de Macbeth de William Shakespeare, mise en scène Stuart Seide, Centre dramatique régional Poitou-Charentes, Théâtre de Nice, Théâtre du Nord
- 1997 : Les Très Riches Heures de Jean Rouaud, mise en scène Joëlle Chambon, Théâtre des Treize Vents
- 1997 : Le Jardin de reconnaissance de Valère Novarina, mise en scène de l'auteur, Théâtre de l'Athénée-Louis-Jouvet
- 1998 : La Tragédie de Coriolan d'après Shakespeare, Normand Chaurette et Joël Jouanneau, mise en scène Joël Jouanneau, Théâtre de l'Athénée-Louis-Jouvet
- 1999 : Premier Amour de Samuel Beckett, mise en scène Jean-Michel Meyer, Théâtre de la Bastille
- 1999 : Mais aussi autre chose de Christine Angot, mise en scène d'Alain Françon, Théâtre Ouvert
- 2000 : Des couteaux dans les poules de David Harrower, mise en scène Claude Régy, Théâtre Nanterre-Amandiers
- 2000 : Médée d'Euripide, mise en scène Jacques Lassalle, Festival d'Avignon
- 2001 : Médée d'Euripide, mise en scène Jacques Lassalle, Odéon-Théâtre de l'Europe
- 2003 : La Scène de Valère Novarina, mise en scène de l'auteur, Théâtre Vidy-Lausanne, Théâtre national de la Colline, tournée
- 2004 : La Scène de Valère Novarina, mise en scène de l'auteur, Théâtre Dijon Bourgogne, TNP Villeurbanne, tournée
- 2004 : Une lune pour les déshérités d'Eugène O'Neill, mise en scène Robert Bouvier, Théâtre du Passage Neuchâtel
- 2004 : Kaddish pour l'enfant qui ne naîtra pas d'Imre Kertész, mise en scène Joël Jouanneau, Théâtre Ouvert
- 2005 : Kaddish pour l'enfant qui ne naîtra pas d'Imre Kertész, mise en scène Joël Jouanneau, Théâtre Vidy-Lausanne, Théâtre Ouvert
- 2006 : Kaddish pour l'enfant qui ne naîtra pas d'Imre Kertész, mise en scène Joël Jouanneau, Le Quartz, Théâtre de la Manufacture, TNBA, tournée
- 2006 : Théâtre des opérations de Maurice G. Dantec, mise en scène Roland Auzet, Bonlieu Scène nationale
- 2007 : Une lune pour les déshérités d'Eugène O'Neill, mise en scène Robert Bouvier, Nouveau théâtre d'Angers, Théâtre de Carouge
- 2007 : Homme sans but d'Arne Lygre, mise en scène Claude Régy, Odéon-Théâtre de l'Europe Ateliers Berthier, Comédie de Genève, Anvers, TNP Villeurbanne
- 2008 : Homme sans but d'Arne Lygre, mise en scène Claude Régy, Usine C
- 2008 : Dialogues d'exilés de Bertolt Brecht, mise en scène Valentin Rossier, Théâtre de la Croix-Rousse, CADO, Théâtre Gérard Philipe, tournée
- 2008 : La Dernière Bande de Samuel Beckett suivi de Jusqu'à ce que le jour vous sépare de Peter Handke, mise en scène Christophe Perton, Comédie de Valence
- 2009 : Katarakt de Rainald Goetz, mise en scène Roland Auzet, Espace des Arts Chalon-sur-Saône, Bonlieu Scène nationale, Théâtre de Saint-Quentin-en-Yvelines
- 2009 : Ode maritime de Fernando Pessoa, mise en scène Claude Régy, Théâtre Vidy-Lausanne, Festival d'Avignon, tournée
- 2010 : Ode maritime de Fernando Pessoa, mise en scène Claude Régy, Théâtre national de Strasbourg, Théâtre de Lorient, Théâtre de la Ville, Théâtre des Treize Vents, La Rose des vents, MC2, Comédie de Reims, Théâtre national de Toulouse Midi-Pyrénées, tournée
- 2010 : Richard III de William Shakespeare, mise en scène Valentin Rossier, Théâtre Vidy-Lausanne
- 2011 : J'ai passé ma vie à chercher l'ouvre-boîte de Maurice-Domingue Barthélémy, mise en scène Jean-Quentin Châtelain, Théâtre Vidy-Lausanne, Théâtre du Rond-Point
- 2011 : Fin de partie de Samuel Beckett, mise en scène Alain Françon, Théâtre de la Madeleine
- 2011 : Minna von Barnhelm de Gotthold Ephraim Lessing, mise en scène Hervé Loichemol, Comédie de Genève
- 2012 : Lettre au père de Franz Kafka, mise en scène Jean-Yves Ruf, Théâtre des Bouffes du Nord, Théâtre national de Toulouse Midi-Pyrénées, tournée
- 2013 : Gros-Câlin de Romain Gary, mise en scène Bérangère Bonvoisin, Théâtre de l'Œuvre, tournée
- 2014 : Kaddish pour l'enfant qui ne naîtra pas d'Imre Kertész, mise en scène Joël Jouanneau, Théâtre de l'Œuvre
- 2014 : Bourlinguer de Blaise Cendrars, mise en scène Darius Peyamiras, Théâtre Vidy-Lausanne, Le Poche Genève, tournée
- 2015 : C'est la vie de Peter Turrini, mise en scène Claude Brozzoni, Théâtre du Rond-Point, tournée
- 2017 : Une hache pour briser la mer gelée en nous de Noëlle Renaude, mise en scène Grégoire Strecker, théâtre des Amandiers
- 2020 : Evguénie Sokolov de Serge Gainsbourg, mise en scène Charlotte Lévy-Markovitch, théâtre du Petit Saint-Martin
- 2022 : Premier Amour de Samuel Beckett, mise en scène Jean-Michel Meyer, Le K Samka, Théâtre Sénart, tournée

## Distinctions
- 1992 : Prix du Syndicat de la critique : meilleur comédien pour Mars
- 2000 : Prix du Syndicat de la critique : meilleur comédien pour Premier Amour et Des couteaux dans les poules
- Molières 2010 : nomination pour le Molière du comédien pour Ode maritime
- 2010 : Prix du Syndicat de la critique : meilleur comédien pour Ode maritime
- 2014 : Prix du Syndicat de la critique : meilleur spectacle pour Gros-Câlin
- 2016 : Prix suisses de théâtre[2]